# WebOS
webOS, відома також як LG webOS, HP webOS, Palm webOS та Open webOS —  вбудовувана операційна система на ядрі Linux, розроблена компанією Palm для мобільних пристроїв та інтернет-планшетів. З 2010 розробляється і підтримується компанією Hewlett-Packard (в результаті поглинання Palm, Inc).
Станом на жовтень 2017 року офіційний сайт не працює.

## Історія
Система під назвою Palm webOS була вперше представлена в Лас-Вегасі 8 січня 2009 як заміна Palm OS (основної операційної системи для пристроїв Palm в період 1997—2008). Проте webOS не заснована на Palm OS. У webOS особливу увагу приділено інтеграції з соціальними мережами і Web 2.0, а також багатозадачності. Першим пристроєм webOS був оригінальний Palm Pre, випущений Sprint у червні 2009 року, а далі вийшов Palm Pixi. Оновлені "Plus" версії Pre і Pixi були випущені для Verizon і AT&T.
У квітні 2010 року HP придбала Palm. Придбання Palm було розпочато, коли Марк Херд був генеральним директором, однак він пішов у відставку невдовзі після того, як придбання було завершено. Пізніше новий генеральний директор HP Лео Апотекер описав webOS як ключовий актив і мотивацію для покупки. Покупка за 1,2 мільярда доларів було завершено в червні. HP оголосила про свій намір розробити платформу webOS для використання в багатьох нових продуктах, включаючи смартфони, планшети та принтери.

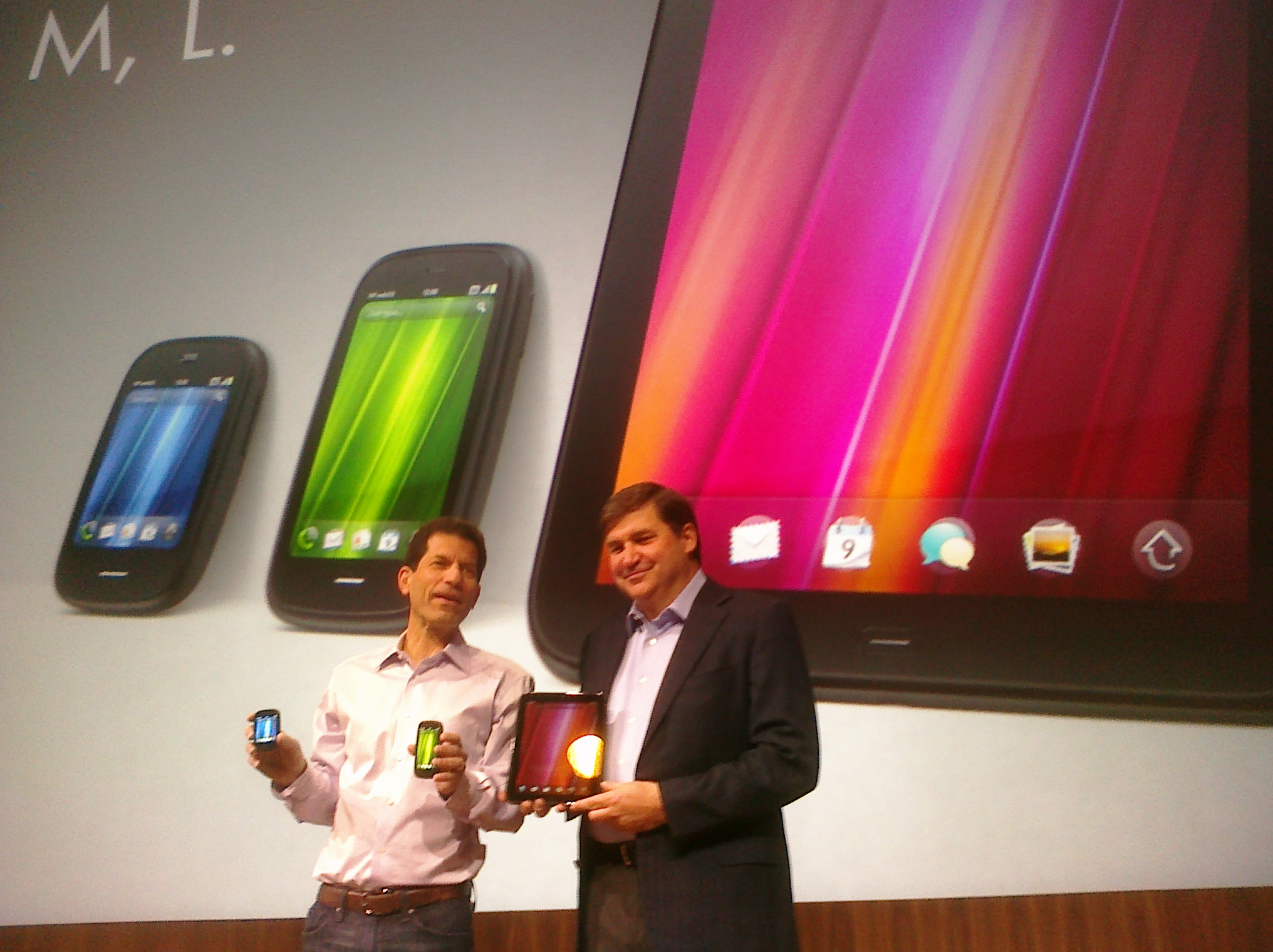
Керівники HP демонструють пристрої webOS у 2011 році

У лютому 2011 року HP оголосила, що використовуватиме webOS як універсальну платформу для всіх своїх пристроїв. Однак HP також ухвалила рішення, що Palm Pre, Palm Pixi та «Plus» не отримають оновлень по повітрю до webOS 2.0, незважаючи на попередні зобов’язання щодо оновлення «в найближчі місяці». HP анонсувала кілька пристроїв з webOS, включаючи смартфони HP Veer і HP Pre 3, які працюють під керуванням webOS 2.2, і HP TouchPad, планшетний комп’ютер, випущений у липні 2011 року, який працює під керуванням webOS 3.0.
У березні 2011 року HP оголосила про плани щодо версії webOS до кінця 2011 року, яка працюватиме в Windows, і буде встановлена на всіх настільних і портативних комп’ютерах HP у 2012 році. Жодне з них так і не здійснилося, хоча приблизно в цей час розпочалася робота над портом x86 за участю команди з Форт-Коллінса, штат Колорадо; Пізніше в цьому році роботу було припинено.
19 серпня 2011 компанія HP оголосила, що зацікавлена в продажі своєї Personal Systems Group, відповідальної за всі її продукти для споживчих ПК, включаючи webOS, і що розробка пристроїв і виробничі лінії webOS будуть припинені. Це відбулося через всього 48 днів від початку продажів HP TouchPad, першого і останнього планшета на базі HP webOS. Причиною були оголошені вкрай низькі продажі пристрою, з яким HP пов'язувала основні надії розвитку webOS. Залишалося незрозумілим, чи планує HP ліцензувати програмне забезпечення webOS іншим виробникам. Коли HP знизила ціну сенсорної панелі до 99 доларів, наявний асортимент швидко розкупили.
HP Pre 3 був випущений у деяких регіонах Європи, а пристрої в США були доступні лише через неофіційні канали (як AT&T, так і Verizon скасували свої замовлення безпосередньо перед доставкою після оголошення Апотекера (у той час генерального директора HP). Примітно, що ці пристрої Pre 3, випущені через неофіційні канали в США, не мали жодних гарантій і не мали жодних зобов’язань щодо підтримки від HP; в результаті деталі практично неможливо знайти. HP оголосила, що продовжить випуск оновлень для HP Veer і HP TouchPad, але ці оновлення не втілилися для першого, а в другому вийшов остаточний, неофіційний випуск під назвою «webOS CE», який містив лише компоненти webOS з відкритим кодом, маючи на увазі, що це не звичайне оновлення операційної системи, орієнтоване на користувача, а те, що залишилося від спільноти розробників. Остання версія HP webOS 3.0.5, була випущена 12 січня 2012 року.

### Перетворення на відкритий проєкт
У грудні 2011 компанія Hewlett-Packard оголосила про рішення з передачі незалежній спільноті сирцевого коду мобільної платформи webOS, а також делегування незалежній некомерційній організації всіх функцій, пов'язаних з ухваленням рішень і управлінням проєктом. Крім безпосередньо коду webOS, були відкрити сирцеві тексти всіх пов'язаних з ним компонентів, таких як фреймворк Enyo. Таким чином webOS стає повністю відкритим проєктом, не підконтрольним певній компанії. Після заснування такого відкритого проєкту компанія HP не відвертається від webOS і має намір виступати в ролі активного учасника розробки і інвестора. У списку вимог HP згадується про те, що організація управління в новому проєкті має бути гранично прозорою і всеосяжною, щоб виключити фрагментацію проєкту, але при цьому проєкт повинен залишатися повністю відкритим. На початковій стадії основний кістяк розробників сформований з працівників HP, але проєкт буде цілком слідувати принципам меритократії.
Протягом 2012 року компанія Hewlett-Packard послідовно відкривала складові частини системи, і у вересні 2012 анонсувала перший реліз відкритої мобільної платформи Open webOS під вільною ліцензією Apache. Загалом у процесі відкриття коду webOS були опубліковані тексти 75 компонентів платформи, розмір відкритих сирців склав понад 500 тисяч рядків коду.
У лютому 2013 HP оголосила про продаж LG Electronics активів платформи webOS. Плани LG пов'язані не з використанням webOS на смартфонах або планшетах, а зі створенням на базі webOS розумних телевізорів нового покоління. В руки LG перейшли права на код, документація, торгові марки, пов'язані з проєктом сайти і група інженерів, що розвивають платформу. Крім того, LG отримала ліцензію на використання патентів, свого часу придбаних Hewlett-Packard разом з компанією Palm. LG візьме на себе роль лідера проєктів Open WebOS і Enyo, зберігши їхній статус відкритих розробок.
Окрім використання її як ОС для смарт-телевізорів, LG розширила її використання на різні пристрої Інтернету речей. На початку 2015 року LG продемонструвала смарт-годинник LG Wearable Platform OS (webOS). На виставці CES 2017 LG анонсувала "розумний" холодильник з webOS.
19 березня 2018 року LG оголосила про випуск версії webOS з відкритим вихідним кодом. Ця версія дозволить розробникам безкоштовно завантажити вихідний код, а також скористатися відповідними інструментами, посібниками та форумами на новому веб-сайті з відкритим вихідним кодом, щоб ближче познайомитися з webOS та її перевагами як платформи для смарт-пристроїв. LG сподівається, що це допоможе досягти її мети - просування філософії відкритої платформи, відкритого партнерства та відкритого зв'язку.

## Можливості
Спочатку webOS була створена в надрах компанії Palm як операційна система для мобільних телефонів. Після поглинання Palm компанією HP навесні 2010 року система була адаптована для планшетних ПК і багатофункціональних принтерів. Останнім часом компанія HP активно займається підготовкою версії webOS для настільних систем і ноутбуків. Зі стандартних програм присутній заснований на Webkit веббраузер, близький за можливостями до браузерів настільних систем (поставляється з Adobe Flash Player), програми для читання електронної пошти (з функцією синхронізації з Microsoft Exchange), календар-планувальник, калькулятор, замітки, клієнт для миттєвого обміну повідомлень, мультимедіа плеєр. Для синхронізації даних (календар, пошта, адресна книга, фотографії тощо) з вебсервісами (Facebook, Gmail тощо) використовується технологія Synergy.
WebOS є багатозадачною ОС, побудованою на базі ядра Linux. Вона відрізняється тісною інтеграцією з інтернет-технологіями і широким використанням вебзастосунків.
Для використання платформи сформовано два установчих оточення:
- build-webos — оточення на основі проєкту OpenEmbedded, призначене для оцінки роботи на портативних пристроях і для портування webOS для нових пристроїв. Збірка на основі OpenEmbedded додатково містить у собі емулятор ARM і засоби крос-компіляції для різних апаратних платформ.
- build-desktop — оточення для оцінки роботи Open webOS на звичайних десктоп-системах, яке дозволяє ентузіастам використовувати звичайні засоби розробки для вивчення і покращення webOS, а також для експериментів з інтеграції різних відкритих технологій.

Як основа платформи виступає оснований на Qt і QtWebKit системний менеджер (System Manager) Luna, який управляє виконанням вебзастосунків, відповідає за організацію роботи інтерфейсу Card View, забезпечує запуск застосунків, формує екран блокування системи, управляє меню та статусним рядком. Системний менеджер забезпечує функціонування компонентів, необхідних для запуску користувацьких і системних застосунків, серед яких поштовий клієнт, календар-планувальник, система ведення нотаток, адресна книга, годинник, калькулятор, менеджер управління розподілом фінансів та веббраузер Isis.
Кінцеві доступні користувачеві програми та базова оболонка створюються з використанням вебтехнологій (CSS, HTML5 і JavaScript) і JavaScript-фреймворка Enyo, який надає необхідний набір віджетів і макетів розміщення елементів (layout). Обмін даними між додатками побудований на основі шини, що маніпулює даними у форматі JSON. Для доступу вебзастосунків до системного API використовується D-Bus Bridge. Для зберігання даних задіяна БД LevelDB. Базова оболонка користувача Open webOS заснована на використанні замість вікон парадигми карт, що змінюють одна одну, підтримується навігація через жести і одночасні торкання до екрану (мультитач режим).
З використанням вебтехнологій написаний навіть веббраузер Isis, інтерфейс якого побудований на мові JavaScript з використанням фреймворку Enyo і бібліотеки Qt. Як браузерний рушій задіяний QtWebKit, для виконання JavaScript використовується JavaScriptCore. Браузер побудований з використанням клієнт-серверної моделі, при якій рендеринг і забезпечення роботи користувацького інтерфейсу винесені в різні процеси. Зокрема, процес Browser Server виконує рендеринг сторінки в буфер, а плагін Browser Adapter забезпечує відображення сформованого буфера. Відзначається, що винос інтерфейсу в окремий процес дозволив досягти відмінної чуйності браузера і забезпечити підтримку плавного скролінгу. Використання WebKit дозволяє добитися підтримки всіх сучасних вебстандартів.
Підтримується підключення NPAPI-плагінів, таких як Adobe Flash. Для розробки застосунків на мовах C/C++ і для організації прямого доступу до низкорівневого API платформи доступний Plug-in Development Kit.

## Використання
Першим пристроєм, що працює під управлінням Palm webOS, став розроблений компанією Palm смартфон Palm Pre, презентація якого відбулася 8 січня 2009 на виставці CES у Лас-Вегасі.

Випущені пристрої на webOS:
- смартфон Palm Pre, випущений в червні 2009 року.
- смартфон Palm Pixi, випущений у вересні 2009 року
- смартфон Palm Pre Plus, випущений в березні 2010
- смартфон Palm Pixi Plus, випущений в березні 2010 року
- смартфон Palm Pre 2, випущений в жовтні 2010 року
- смартфон HP Veer, вперше показаний 9 лютого 2011
- смартфон HP Pre 3, вперше показаний 9 лютого 2011 року
- планшетний комп'ютер HP TouchPad вперше показаний 9 лютого 2011 року

За кількістю сторонніх застосунків webOS поки не може конкурувати з іншими платформами: станом на початок 2011 року каталог програм для WebOS налічує близько 6 тисяч програм, у той час як для Apple iOS їх розроблено 350 тисяч, а для Android — 250 тисяч.
В процесі розробки компанія HP оголошувала про намір забезпечити можливість запуску Linux-оточення на базі webOS для усіх випущених компанією персональних комп'ютерів і ноутбуків. HP планує використовувати webOS не як заміну Windows систем загального призначення, а в ролі швидко завантажуваного і безпечного програмного оточення, доступного поряд зі звичайною операційною системою і призначеного для надання можливості доступу у Веб, замість завантаження основної ОС.

## Конкуренти
Основні конкуренти HP WebOS — це Apple iOS, RIM BlackBerry OS, Microsoft Windows Phone, Nokia Symbian OS, Samsung Bada, і різні похідні ОС Linux, наприклад: Google Android, LiMo платформи, Access Linux Platform, Maemo, MeeGo, Tizen, Moblin, і OpenMoko.

## Виноски
1. ↑  Source code for Palm WebOS released. The H Open Source. 19 червня 2009. Архів оригіналу за 29 червня 2013. Процитовано 28 жовтня 2009. {{cite web}}: Зовнішнє посилання в |publisher= (довідка)
2. ↑  Bajarin, Ben (30 червня 2011). HP Is Committed to Its 'webOS' Platform (and It Should Be). Time. TechLand. Time Inc. Процитовано 27 листопада 2013.
3. ↑  HP snubs Windows, plans to integrate webOS into PCs. Digital Trends. 9 лютого 2011. Процитовано 14 червня 2013.
4. ↑  Thanks (really!) for the feedback. Hewlett Packard. Архів оригіналу за 18 липня 2011. Процитовано 14 лютого 2011.
5. ↑  HP Breaks Promise: webOS 2.0 Upgrades for Palm Pre and Pixi Not Coming. Brighthand.com. Процитовано 13 лютого 2011.
6. ↑  Hardy, Ed (20 листопада 2010). HP Commits to webOS 2.0 Upgrades for All Palm Smartphones. Brighthand.com. Процитовано 27 листопада 2013.
7. ↑  Hollister, Sean (14 березня 2011). HP TouchPad coming June, webOS for PC beta by year's end. Engadget. AOL Inc. Процитовано 27 листопада 2013.
8. ↑  Apotheker Seeks to Save HP's 'Lost Soul' With Software Growth. BusinessWeek. Bloomberg L.P. 9 березня 2011. Процитовано 9 березня 2011.
9. ↑  Developing and Distributing with HP: Developer Program Details. palm.com. Hewlett-Packard Development Company. 2010. Архів оригіналу за 1 грудня 2010.
10. ↑  HP Confirms Discussions with Autonomy Corporation plc Regarding Possible Business Combination; Makes Other Announcements. Press release. 18 серпня 2011. Процитовано 18 серпня 2011.
11. ↑  HP kills webOS, spins off PC business to focus on software. AppleInsider. 11 серпня 2011. Архів оригіналу за 31 березня 2023. Процитовано 18 серпня 2011.
12. ↑  $99 HP TouchPad Selling Out During Fire Sale. PCWorld (англ.). Процитовано 7 серпня 2017.
13. ↑  Fried, Ina (22 серпня 2011). HP: webOS Still Coming to PCs and Printers, Pre3 Launching in "Limited" Markets. AllThingsD. Dow Jones & Company. Процитовано 24 серпня 2011.
14. ↑  Ziegler, Chris (12 січня 2012). HP TouchPad updated to webOS 3.0.5. The Verge. Процитовано 7 серпня 2017.
15. ↑  Компания HP превращает webOS в независимый и полностью открытый проект. Архів оригіналу за 7 січня 2012. Процитовано 10 грудня 2011.
16. ↑  Open webOS 1.0 Edition. Архів оригіналу за 30 вересня 2012. Процитовано 29 вересня 2012. [Архівовано 2012-09-30 у Wayback Machine.]
17. ↑  LG Electronics Acquires webOS from HP to Enhance Smart TV. Архів оригіналу за 24 травня 2018. Процитовано 26 лютого 2013.
18. ↑  Компания LG выкупила проект webOS у Hewlett-Packard и намерена использовать его в телевизорах. Архів оригіналу за 28 лютого 2013. Процитовано 26 лютого 2013.
19. ↑  Patel, Nilay (25 лютого 2013). HP emerges as big winner in webOS sale, and LG doesn't rule out a phone. The Verge (амер.). Процитовано 12 травня 2023.
20. ↑  LG Announces webOS Open-Source Edition. www.phoronix.com (англ.). Процитовано 12 травня 2023.
21. ↑  WEBOS ENTERS NEXT PHASE AS GLOBAL PLATFORM UNDER LG'S STEWARDSHIP | LG NEWSROOM (амер.). Процитовано 12 травня 2023.
22. 1 2  Hewlett-Packard укомплектует все выпускаемые компанией ПК Linux-системой WebOS. Архів оригіналу за 14 березня 2011. Процитовано 13 березня 2011.